# Mark Berger
Mark Berger (San Francisco, 14 de maio de 1943) é um sonoplasta estadunidense. Venceu o Oscar de melhor mixagem de som em quatro ocasiões: por Apocalypse Now, The Right Stuff, Amadeus e The English Patient.